# In the Days of the Thundering Herd
In the Days of the Thundering Herd er en amerikansk stumfilm fra 1914.

## Medvirkende
- Tom Mix som Tom Mingle
- Bessie Eyton som Sally Madison
- Wheeler Oakman som Swift Wing
- Red Wing som Starlight
- John Bowers som Dick Madison